# Tournoi de Singapour de rugby à sept 2002
Navigation
2004
Le Tournoi de Singapour de rugby à sept 2002 (anglais : Singapore rugby sevens 2002) est la 8e étape la saison 2001-2002 du IRB Sevens World Series. Elle se déroule les 20 et 21 avril 2002 au Stade national de Singapour.
La victoire finale revient à l'équipe de Nouvelle-Zélande, battant en finale l'équipe d'Argentine sur le score de 21 à 17.

## Équipes participantes
Seize équipes participent au tournoi :
- Afrique du Sud
- Angleterre
- Argentine
- Australie
- Canada
- Corée du Sud
- Fidji
- Pays de Galles
- Japon
- Malaisie
- Nouvelle-Zélande
- Samoa
- Singapour
- Taipei chinois
- Thaïlande
- Écosse

## Phase de poules

### Poule A
| Rang | Pays             | J | V | N | D | Pm  | Pe  | Diff | Pts |
| ---- | ---------------- | - | - | - | - | --- | --- | ---- | --- |
| 1    | Samoa            | 3 | 2 | 1 | 0 | 107 | 24  | +83  | 8   |
| 2    | Nouvelle-Zélande | 3 | 2 | 1 | 0 | 102 | 31  | +71  | 8   |
| 3    | Japon            | 3 | 1 | 0 | 2 | 55  | 71  | -16  | 5   |
| 4    | Singapour        | 3 | 0 | 0 | 3 | 14  | 152 | -138 | 3   |

|  | Samoa | 17 - 17 | Nouvelle-Zélande | Stade national, Singapour |
|  |       |         |                  | Stade national, Singapour |
|  |       |         |                  | Stade national, Singapour |

|  | Japon | 48 - 0 | Singapour | Stade national, Singapour |
|  |       |        |           | Stade national, Singapour |
|  |       |        |           | Stade national, Singapour |

|  | Samoa | 45 - 0 | Japon | Stade national, Singapour |
|  |       |        |       | Stade national, Singapour |
|  |       |        |       | Stade national, Singapour |

|  | Nouvelle-Zélande | 59 - 7 | Singapour | Stade national, Singapour |
|  |                  |        |           | Stade national, Singapour |
|  |                  |        |           | Stade national, Singapour |

|  | Samoa | 45 - 7 | Singapour | Stade national, Singapour |
|  |       |        |           | Stade national, Singapour |
|  |       |        |           | Stade national, Singapour |

|  | Nouvelle-Zélande | 26 - 7 | Japon | Stade national, Singapour |
|  |                  |        |       | Stade national, Singapour |
|  |                  |        |       | Stade national, Singapour |

### Poule B
| Rang | Pays         | J | V | N | D | Pm  | Pe | Diff | Pts |
| ---- | ------------ | - | - | - | - | --- | -- | ---- | --- |
| 1    | Fidji        | 3 | 3 | 0 | 0 | 100 | 15 | +85  | 9   |
| 2    | Australie    | 3 | 2 | 0 | 1 | 72  | 24 | +48  | 7   |
| 3    | Malaisie     | 3 | 1 | 0 | 2 | 31  | 84 | -53  | 5   |
| 4    | Corée du Sud | 3 | 0 | 0 | 3 | 19  | 99 | -80  | 3   |

|  | Fidji | 12 - 10 | Australie | Stade national, Singapour |
|  |       |         |           | Stade national, Singapour |
|  |       |         |           | Stade national, Singapour |

|  | Malaisie | 21 - 12 | Corée du Sud | Stade national, Singapour |
|  |          |         |              | Stade national, Singapour |
|  |          |         |              | Stade national, Singapour |

|  | Australie | 33 - 7 | Corée du Sud | Stade national, Singapour |
|  |           |        |              | Stade national, Singapour |
|  |           |        |              | Stade national, Singapour |

|  | Fidji | 43 - 5 | Malaisie | Stade national, Singapour |
|  |       |        |          | Stade national, Singapour |
|  |       |        |          | Stade national, Singapour |

|  | Australie | 29 - 5 | Malaisie | Stade national, Singapour |
|  |           |        |          | Stade national, Singapour |
|  |           |        |          | Stade national, Singapour |

|  | Fidji | 45 - 0 | Corée du Sud | Stade national, Singapour |
|  |       |        |              | Stade national, Singapour |
|  |       |        |              | Stade national, Singapour |

### Poule C
| Rang | Pays           | J | V | N | D | Pm  | Pe  | Diff | Pts |
| ---- | -------------- | - | - | - | - | --- | --- | ---- | --- |
| 1    | Afrique du Sud | 3 | 3 | 0 | 0 | 112 | 33  | +79  | 9   |
| 2    | Écosse         | 3 | 2 | 0 | 1 | 67  | 45  | +22  | 7   |
| 3    | Pays de Galles | 3 | 1 | 0 | 2 | 65  | 39  | +26  | 5   |
| 4    | Thaïlande      | 3 | 0 | 0 | 3 | 7   | 134 | -127 | 3   |

|  | Afrique du Sud | 22 - 12 | Pays de Galles | Stade national, Singapour |
|  |                |         |                | Stade national, Singapour |
|  |                |         |                | Stade national, Singapour |

|  | Écosse | 36 - 0 | Thaïlande | Stade national, Singapour |
|  |        |        |           | Stade national, Singapour |
|  |        |        |           | Stade national, Singapour |

|  | Écosse | 17 - 12 | Pays de Galles | Stade national, Singapour |
|  |        |         |                | Stade national, Singapour |
|  |        |         |                | Stade national, Singapour |

|  | Afrique du Sud | 57 - 7 | Thaïlande | Stade national, Singapour |
|  |                |        |           | Stade national, Singapour |
|  |                |        |           | Stade national, Singapour |

|  | Pays de Galles | 41 - 0 | Thaïlande | Stade national, Singapour |
|  |                |        |           | Stade national, Singapour |
|  |                |        |           | Stade national, Singapour |

|  | Afrique du Sud | 33 - 14 | Écosse | Stade national, Singapour |
|  |                |         |        | Stade national, Singapour |
|  |                |         |        | Stade national, Singapour |

### Poule D
| Rang | Pays           | J | V | N | D | Pm | Pe | Diff | Pts |
| ---- | -------------- | - | - | - | - | -- | -- | ---- | --- |
| 1    | Argentine      | 3 | 3 | 0 | 0 | 64 | 29 | +35  | 9   |
| 2    | Angleterre     | 3 | 2 | 0 | 1 | 73 | 26 | +47  | 7   |
| 3    | Canada         | 3 | 1 | 0 | 2 | 45 | 62 | -17  | 5   |
| 4    | Taipei chinois | 3 | 0 | 0 | 3 | 29 | 94 | -65  | 3   |

|  | Argentine | 19 - 14 | Angleterre | Stade national, Singapour |
|  |           |         |            | Stade national, Singapour |
|  |           |         |            | Stade national, Singapour |

|  | Canada | 40 - 12 | Taipei chinois | Stade national, Singapour |
|  |        |         |                | Stade national, Singapour |
|  |        |         |                | Stade national, Singapour |

|  | Argentine | 19 - 5 | Canada | Stade national, Singapour |
|  |           |        |        | Stade national, Singapour |
|  |           |        |        | Stade national, Singapour |

|  | Angleterre | 28 - 7 | Taipei chinois | Stade national, Singapour |
|  |            |        |                | Stade national, Singapour |
|  |            |        |                | Stade national, Singapour |

|  | Argentine | 26 - 10 | Taipei chinois | Stade national, Singapour |
|  |           |         |                | Stade national, Singapour |
|  |           |         |                | Stade national, Singapour |

|  | Angleterre | 31 - 0 | Canada | Stade national, Singapour |
|  |            |        |        | Stade national, Singapour |
|  |            |        |        | Stade national, Singapour |

## Phase finale
Résultats de la phase finale

### Tournois principaux

#### Cup
|  | Quarts de finale | Quarts de finale |                  |    | Demi-finales | Demi-finales |  |  | Finale | Finale |
|  | Quarts de finale | Quarts de finale |                  |    | Demi-finales | Demi-finales |  |  | Finale | Finale |
|  |                  |                  |                  |    |              |              |  |  |        |        |
|  |                  |                  |                  |    |              |              |  |  |        |        |
|  |                  |                  |                  |    |              |              |  |  |        |        |
|  | Nouvelle-Zélande | 20               |                  |    |              |              |  |  |        |        |
|  | Nouvelle-Zélande | 20               |                  |    |              |              |  |  |        |        |
|  | Fidji            | 7                |                  |    |              |              |  |  |        |        |
|  | Fidji            | 7                | Nouvelle-Zélande | 19 |              |              |  |  |        |        |
|  |                  |                  | Nouvelle-Zélande | 19 |              |              |  |  |        |        |
|  |                  | Angleterre       | 10               |    |              |              |  |  |        |        |
|  | Angleterre       | Angleterre       | 10               | 15 |              |              |  |  |        |        |
|  | Angleterre       |                  |                  | 15 |              |              |  |  |        |        |
|  | Afrique du Sud   | 7                |                  |    |              |              |  |  |        |        |
|  | Afrique du Sud   | 7                | Nouvelle-Zélande | 21 |              |              |  |  |        |        |
|  |                  |                  | Nouvelle-Zélande | 21 |              |              |  |  |        |        |
|  |                  | Argentine        | 17               |    |              |              |  |  |        |        |
|  | Argentine        | Argentine        | 17               | 31 |              |              |  |  |        |        |
|  | Argentine        |                  |                  | 31 |              |              |  |  |        |        |
|  | Écosse           | 7                |                  |    |              |              |  |  |        |        |
|  | Écosse           | 7                | Argentine        | 22 |              |              |  |  |        |        |
|  |                  |                  | Argentine        | 22 |              |              |  |  |        |        |
|  |                  | Australie        | 19               |    |              |              |  |  |        |        |
|  | Australie        | Australie        | 19               | 24 |              |              |  |  |        |        |
|  | Australie        |                  |                  | 24 |              |              |  |  |        |        |
|  | Samoa            | 5                |                  |    |              |              |  |  |        |        |
|  | Samoa            | 5                |                  |    |              |              |  |  |        |        |

#### Bowl
|  | Quarts de finale | Quarts de finale |                |    | Demi-finales | Demi-finales |  |  | Finale | Finale |
|  | Quarts de finale | Quarts de finale |                |    | Demi-finales | Demi-finales |  |  | Finale | Finale |
|  |                  |                  |                |    |              |              |  |  |        |        |
|  |                  |                  |                |    |              |              |  |  |        |        |
|  |                  |                  |                |    |              |              |  |  |        |        |
|  | Pays de Galles   | 33               |                |    |              |              |  |  |        |        |
|  | Pays de Galles   | 33               |                |    |              |              |  |  |        |        |
|  | Taipei chinois   | 14               |                |    |              |              |  |  |        |        |
|  | Taipei chinois   | 14               | Pays de Galles | 36 |              |              |  |  |        |        |
|  |                  |                  | Pays de Galles | 36 |              |              |  |  |        |        |
|  |                  | Singapour        | 0              |    |              |              |  |  |        |        |
|  | Singapour        | Singapour        | 0              | 12 |              |              |  |  |        |        |
|  | Singapour        |                  |                | 12 |              |              |  |  |        |        |
|  | Malaisie         | 5                |                |    |              |              |  |  |        |        |
|  | Malaisie         | 5                | Pays de Galles | 36 |              |              |  |  |        |        |
|  |                  |                  | Pays de Galles | 36 |              |              |  |  |        |        |
|  |                  | Japon            | 31             |    |              |              |  |  |        |        |
|  | Japon            | Japon            | 31             | 14 |              |              |  |  |        |        |
|  | Japon            |                  |                | 14 |              |              |  |  |        |        |
|  | Corée du Sud     | 12               |                |    |              |              |  |  |        |        |
|  | Corée du Sud     | 12               | Japon          | 14 |              |              |  |  |        |        |
|  |                  |                  | Japon          | 14 |              |              |  |  |        |        |
|  |                  | Canada           | 5              |    |              |              |  |  |        |        |
|  | Canada           | Canada           | 5              | 31 |              |              |  |  |        |        |
|  | Canada           |                  |                | 31 |              |              |  |  |        |        |
|  | Thaïlande        | 12               |                |    |              |              |  |  |        |        |
|  | Thaïlande        | 12               |                |    |              |              |  |  |        |        |

### Matchs de classement

#### Plate
|  | Demi-finales   | Demi-finales |       |    | Finale | Finale |
|  | Demi-finales   | Demi-finales |       |    | Finale | Finale |
|  |                |              |       |    |        |        |
|  |                |              |       |    |        |        |
|  |                |              |       |    |        |        |
|  | Fidji          | 27           |       |    |        |        |
|  | Fidji          | 27           |       |    |        |        |
|  | Afrique du Sud | 12           |       |    |        |        |
|  | Afrique du Sud | 12           | Fidji | 64 |        |        |
|  |                |              | Fidji | 64 |        |        |
|  |                | Samoa        | 5     |    |        |        |
|  | Samoa          | Samoa        | 5     | 29 |        |        |
|  | Samoa          |              |       | 29 |        |        |
|  | Écosse         | 12           |       |    |        |        |
|  | Écosse         | 12           |       |    |        |        |

#### Shield
|  | Demi-finales   | Demi-finales   |              |    | Finale | Finale |
|  | Demi-finales   | Demi-finales   |              |    | Finale | Finale |
|  |                |                |              |    |        |        |
|  |                |                |              |    |        |        |
|  |                |                |              |    |        |        |
|  | Corée du Sud   | 35             |              |    |        |        |
|  | Corée du Sud   | 35             |              |    |        |        |
|  | Thaïlande      | 5              |              |    |        |        |
|  | Thaïlande      | 5              | Corée du Sud | 31 |        |        |
|  |                |                | Corée du Sud | 31 |        |        |
|  |                | Taipei chinois | 27           |    |        |        |
|  | Taipei chinois | Taipei chinois | 27           | 42 |        |        |
|  | Taipei chinois |                |              | 42 |        |        |
|  | Malaisie       | 0              |              |    |        |        |
|  | Malaisie       | 0              |              |    |        |        |

## Bilan
Statistiques sportives
- Meilleur marqueur du tournoi :
- Meilleur réalisateur du tournoi :

Affluences